# Yoshihide Ōtomo
Yoshihide Ōtomo (jap. 大友 良英 Ōtomo Yoshihide; ur. 1 sierpnia 1959 w Jokohamie) – japoński gitarzysta awangardowy, turntablista, lider zespołów i kompozytor.
Studiował na Uniwersytecie Meiji w Tokio. Początkowo grał w zespołach rockowych, ale będąc pod wrażeniem twórczości gitarzystów: Dereka Baileya i Masayukiego Takayanagi (u którego pobierał lekcje gry) oraz saksofonisty Kaoru Abe, dość szybko zwrócił się ku muzyce improwizowanej.
Najważniejszymi założonymi przez niego zespołami były: Ground Zero, Filament (razem z Sachiko M), I.S.O. (razem z Sachiko M i Yoshimitsu Ichiraku) oraz Otomo Yoshihide New Jazz Ensemble (w skrócie O.Y.N.J.E.).
Ōtomo Yoshihide współpracował m.in. z: Billem Laswellem, Johnem Zornem i Fredem Frithem. Nagrywa i występuje również solo.